# Xincheng (Hohhot)

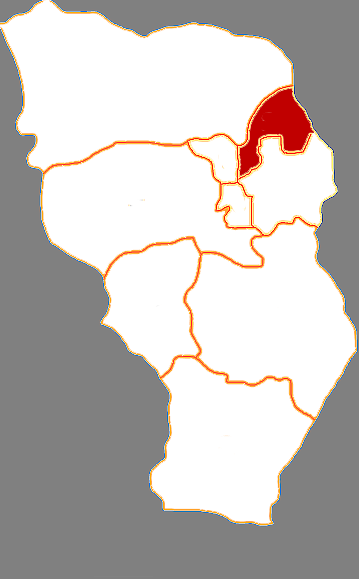
Lage Xinchengs in Hohhot

Der Stadtbezirk Xincheng (chinesisch 新城区, Pinyin Xīnchéng Qū – „Neustadt-Stadtbezirk“; mongolisch ᠰᠢᠨ᠎ᠡ ᠬᠣᠲᠠ ᠲᠣᠭᠣᠷᠢᠭ Sin-e Qota toɣoriɣ) gehört zum Verwaltungsgebiet der bezirksfreien Stadt Hohhot, der Hauptstadt des Autonomen Gebietes Innere Mongolei in der Volksrepublik China. Er hat eine Fläche von 700 km² und zählt ca. 320.000 Einwohner. 